# Роман Когут
Роман Когут (англ. Ron Cahute, 26 березня 1955, Торонто — 22 квітня 2023) — канадсько-український співак, акордеоніст та композитор, ведучий численних фестивалів. Засновник та незмінний керівник гурту «Буря». Ведучий програми Stay Ukrainian My Friends на телевізійному каналі Kontakt Ukrainian Television Network. Директор та продюсер низки українських артистів Канади.

## Життєпис
Народився 1955 року у Торонто (Канада). Він був українським канадцем у другому поколінні, його родина походить від переселенців у провінцію Манітоба. Музичну кар'єру розпочав у 1962 році барабанщиком у гурті свого батька Моріса Когута (англ. Maurice Cahute). Батько співака помер, коли Роману було 11 років. Незадовго перед смертю він приніс додому свій акордеон, після чого Роман почав на ньому грати. У 1969 році заснував гурт, що пізніше отримав назву «Буря». Гурт виконує українську танцювальну музику та пісні, призначені для забав, вечірок, весіль тощо. Репертуар гурту складається із коломийок, гопака, польок, вальсів, танго.
Роман Когут є одним з найпродуктивніших українських музикантів поза Україною. Випустив більше 30-ти альбомів у складі «Бурі» і як соліст. Брав участь у записі 178-ми альбомів. Виступав разом із Наною Мускурі, Софією Ротару, Лайзою Делбело (Liza Dalbello), Меліссою Манчестер (Melissa Manchester) та Кетрін Маккінон (Catherine McKinnon). Його та його гурт «Буря» вважають найпопулярнішим у Канаді та США українським виконавцем протягом останніх десятиліть, а вироблений ними стиль «Забава» — таким що вплинув на репертуар і музичну манеру багатьох пізніших діаспортних груп, таких як Zirka, Dunai, Solovey та інших. Відзначають також надзвичайно популярну колекцію дитячих гумористичних і навчальних кліпів «Бараболя». 

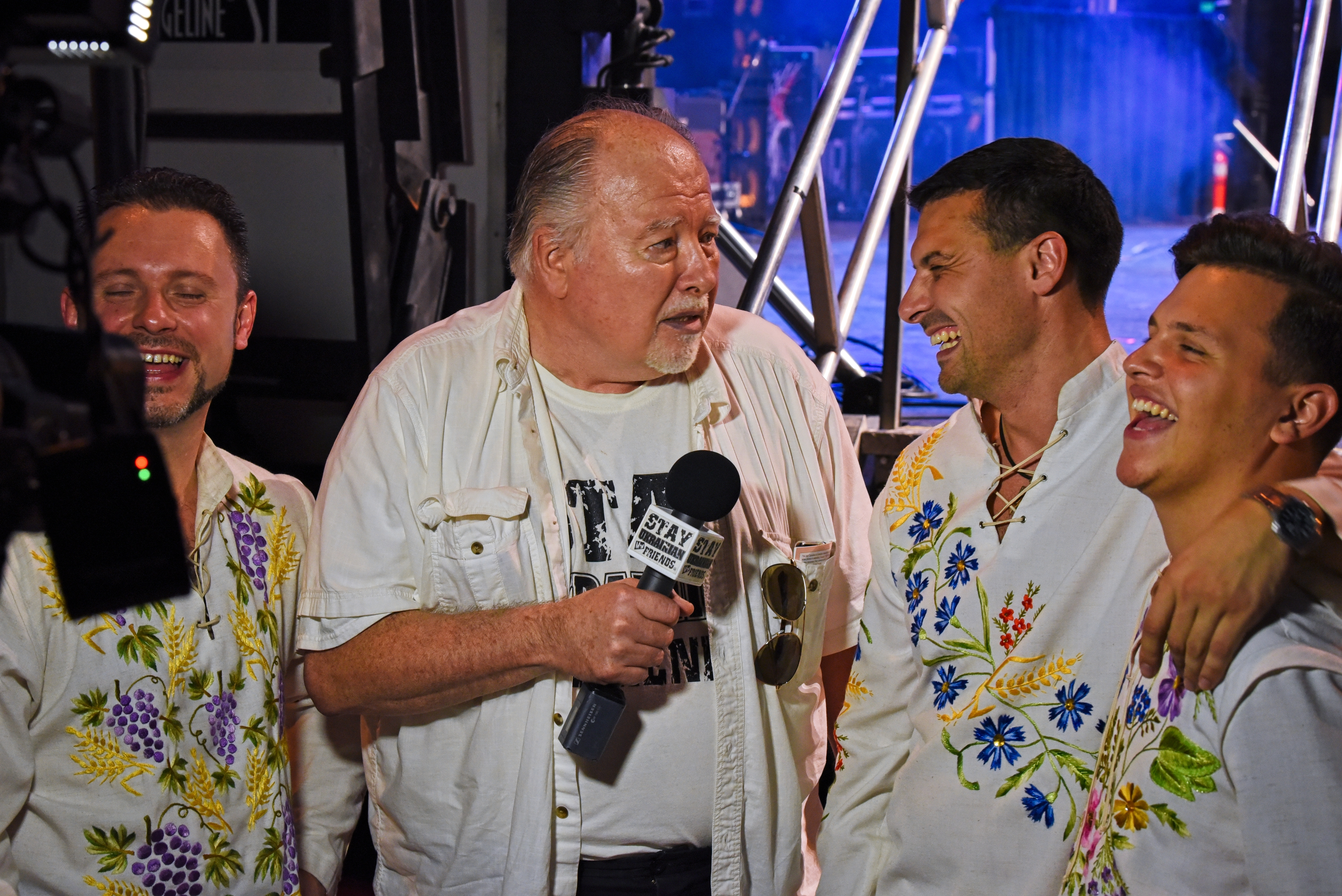
Роман Когут розмовляє з членами гурту «Отава» за кулісами Українського фестивалю Блюр-Вест у Торонто, вересень 2017

## Нагороди
- Shevchenko Medal Award в 2019 році від КУК[4].

## Пам’ять
- 10 вересня 2023 року відбувся консцерт-спогад про Романа Когута, в якому взяли участь найвідоміші канадсько-українські артисти. Під час концерту відбулися збори в допомогу Україні.[9]